# Andy Martínez
Andy Steven Martínez Chiroque (* 28. September 1993) ist ein peruanischer Leichtathlet, der sich auf Sprint spezialisiert hat.

## Sportliche Laufbahn
Erste internationale Erfahrungen sammelte Andy Martínez im Jahr 2010, als er bei den Jugendsüdamerikameisterschaften in Santiago de Chile in 22,22 s den fünften Platz im 200-Meter-Lauf belegte und über 100 Meter mit 11,18 s im Vorlauf ausschied. Zudem gewann er mit der chilenischen Sprintstaffel (1000 m) in 1:56,70 min die Silbermedaille. 2012 schied er bei den Ibero-Amerikanischen Meisterschaften in Barquisimeto über 100 und 200 Meter mit 10,95 s bzw. 22,14 s jeweils in der ersten Runde aus und anschließend kam er bei den Juniorenweltmeisterschaften in Barcelona mit 10,88 s nicht über die Vorrunde im 100-Meter-Lauf hinaus. Ende September klassierte er sich dann bei den U23-Südamerikameisterschaften in São Paulo mit 10,74 s auf dem sechsten Platz über 100 Meter und gewann in der 4-mal-400-Meter-Staffel nach 3:14,18 min die Bronzemedaille hinter den Teams aus Brasilien und Venezuela. Im Jahr darauf schied er bei den Südamerikameisterschaften in Cartagena mit 10,98 s und 22,37 s jeweils in der ersten Runde über 100 und 200 Meter aus und anschließend belegte er bei den Juegos Bolivarianos in Trujillo in 10,81 s bzw. 21,63 s jeweils den siebten Platz und gelangte in der 4-mal-100-Meter-Staffel nach 40,75 s auf Rang vier. 2014 nahm er an den Südamerikaspielen in Santiago teil und schied dort über 100 Meter mit 10,65 s im Vorlauf aus und belegte im 200-Meter-Lauf in 21,35 s den sechsten Platz. Anschließend siegte er in 10,30 s über 100 Meter bei den Ibero-Amerikanischen Meisterschaften in São Paulo und verpasste über 200 Meter mit 21,30 s den Finaleinzug. Daraufhin siegte er in 10,40 s auch bei den U23-Südamerikameisterschaften in Montevideo über 100 Meter und wurde dort in 3:15,72 min Vierter in der 4-mal-400-Meter-Staffel.
2016 startete er im 60-Meter-Lauf bei den Hallenweltmeisterschaften in Portland und kam dort mit 6,84 s nicht über die erste Runde hinaus. Mitte Mai erreichte er dann bei den Ibero-Amerikanischen Meisterschaften in Rio de Janeiro mit 10,39 s Rang sieben über 100 Meter. Im Jahr darauf wurde er bei den Südamerikameisterschaften in Luque in 10,29 s Vierter über 100 Meter und 2018 nahm er erneut an den Südamerikaspielen in Cochabamba teil und klassierte sich dort mit 10,54 s auf dem achten Platz über 100 Meter. Anschließend belegte er bei den Ibero-Amerikanischen Meisterschaften in Trujillo in 10,70 s den sechsten Platz im 100-Meter-Lauf und gewann in 40,69 s die Bronzemedaille in der 4-mal-100-Meter-Staffel hinter den Teams aus Brasilien und Paraguay. 2019 gelangte er bei den Südamerikameisterschaften in Lima mit 40,97 s auf Rang fünf im Staffelbewerb und anschließend scheiterte er bei den Panamerikanischen Spielen ebendort mit 10,81 s in der ersten Runde über 100 Meter und wurde mit der Staffel in 41,19 s Neunter.
In den Jahren 2011 und 2013 wurde Martínez peruanischer Meister im 200-Meter-Lauf und 2013 siegte er auch über 100 Meter

## Persönliche Bestleistungen
- 100 Meter: 10,28 s (+0,4 m/s), 22. April 2016 in La Paz (peruanischer Rekord)
  - 60 Meter (Halle): 6,84 s, 18. März 2016 in Portland
- 200 Meter: 20,58 s (+1,7 m/s), 24. April 2016 in Cochabamba (peruanischer Rekord)